# Триказе
Триказе (итал. Tricase) је насеље у Италији у округу Лече, региону Апулија, неких 200 km југоисточно од Барија.
Према процени из 2011. у насељу је живело 13702 становника. Насеље се налази на надморској висини од 103 м.

## Географија
| Клима (Триказе)            | Клима (Триказе) | Клима (Триказе) | Клима (Триказе) | Клима (Триказе) | Клима (Триказе) | Клима (Триказе) | Клима (Триказе) | Клима (Триказе) | Клима (Триказе) | Клима (Триказе) | Клима (Триказе) | Клима (Триказе) | Клима (Триказе) |
| Показатељ \ Месец          | .Јан.           | .Феб.           | .Мар.           | .Апр.           | .Мај.           | .Јун.           | .Јул.           | .Авг.           | .Сеп.           | .Окт.           | .Нов.           | .Дец.           | .Год.           |
| -------------------------- | --------------- | --------------- | --------------- | --------------- | --------------- | --------------- | --------------- | --------------- | --------------- | --------------- | --------------- | --------------- | --------------- |
| Средњи максимум, °C (°F)   | 12,4 (54,3)     | 13,0 (55,4)     | 14,8 (58,6)     | 18,1 (64,6)     | 22,6 (72,7)     | 27,0 (80,6)     | 29,8 (85,6)     | 30,0 (86)       | 26,4 (79,5)     | 21,7 (71,1)     | 17,4 (63,3)     | 14,1 (57,4)     | 30 (86)         |
| Средњи минимум, °C (°F)    | 5,6 (42,1)      | 5,8 (42,4)      | 7,3 (45,1)      | 9,6 (49,3)      | 13,3 (55,9)     | 17,2 (63)       | 19,8 (67,6)     | 20,1 (68,2)     | 17,4 (63,3)     | 13,7 (56,7)     | 10,1 (50,2)     | 7,3 (45,1)      | 5,6 (42,1)      |
| Количина падавина, mm (in) | 80 (31,5)       | 60 (23,6)       | 70 (27,6)       | 40 (15,7)       | 29 (11,4)       | 21 (8,3)        | 14 (5,5)        | 21 (8,3)        | 53 (20,9)       | 96 (37,8)       | 109 (42,9)      | 83 (32,7)       | 676 (266,2)     |
| [ тражи се извор ]         |                 |                 |                 |                 |                 |                 |                 |                 |                 |                 |                 |                 |                 |

## Становништво
| 1936.  | 1951.  | 1961.  | 1971.  | 1981.  | 1991.  | 2001.  | 2011.  |
| ------ | ------ | ------ | ------ | ------ | ------ | ------ | ------ |
| 10.700 | 12.013 | 13.196 | 13.745 | 15.803 | 16.390 | 17.386 | 17.665 |